# Marieke Lucas Rijneveld
Œuvres principales
Qui sème le vent
Marieke Lucas Rijneveld, né Marieke Rijneveld le 20 avril 1991 à Nieuwendijk, est un écrivain et poète néerlandais non-binaire. Marieke Lucas Rijneveld a été le premier écrivain néerlandais (avec la traductrice Michele Hutchison) à remporter le Booker International Prize en 2020 avec la traduction anglaise de son livre The Discomfort of Evening,,.

## Biographie
Marieke Lucas Rijneveld a grandi dans une famille de paysans protestante réformée. À l'âge de dix-neuf ans, il s'installe à Utrecht, y étudie le néerlandais pendant un an à l'école normale, puis suit un cours à l'école professionnelle des écrivains d'Amsterdam. Ses travaux ont été publiés, entre autres, dans le VPRO Gids, Het liegend konijn, De Gids et Hollands Maandblad.
Il publie en 2015 son premier recueil de poésie, Kalfsvlies, qui marque déjà beaucoup le milieu culturel hollandais. Le Volkskrant le proclame d'ailleurs comme talent littéraire de 2016.
En 2018, paraît le roman De avond is ongemak, qui est devenu un best-seller au cours de l'année. Dans une ferme de la campagne hollandaise, entre digue et pont, avec vaches, lapins et crapauds, vit une famille pieuse, le père, la mère, et les quatre enfants, dont la narratrice, Parka, et ses problèmes d'enfant entre 10 et 12 ans. Le thème de Rijneveld dans ce livre, la difficulté à construire son identité à la mort du frère aîné, s'inspire de celui de Jan Wolkers. L'édition anglaise de la traductrice littéraire Michele Hutchison, The Discomfort of Evening, a remporté le Booker International Prize 2020, le 26 août 2020. La traduction française, Qui sème le vent, parait la même année aux éditions Buchet Chastel.
Fantoommerrie, son deuxième volume de poésie, est paru en février 2019. En novembre 2020, il publie son second roman Mijn lieve gunsteling (Mon bel animal, traduit en français par Daniel Cunin).
En 2021, alors qu'il est choisi pour traduire en néerlandais le poème d'Amanda Gorman, The Hill We Climb, il y renonce sous la pression d'une activiste regrettant que l'éditeur n'ait pas envisagé une personne noire pour cette tâche.

## Lucas
Rijneveld voulait déjà être un garçon dans le Groep 3 (niveau scolaire pour les enfants entre 5 et 7 ans) et a ensuite inventé Lucas, un petit ami imaginaire. Une fois au lycée, il a été intimidé parce qu'il était trop jeune et a dû s'adapter. À dix-neuf ans, cette histoire de garçon est revenue ; en 2010, il a ajouté le nom de Lucas comme deuxième prénom. Dans une interview accordée au Volkskrant : « Je me sens à la fois garçon et fille, un homme entre les deux ».
En janvier 2022, Rijneveld a annoncé qu'il utilisait des pronoms personnels masculins. Auparavant, il préférait le pronom personnel non genré « they » en anglais.
L'auteur regrette qu'il n'existe pas encore de pronom pour les personnes non binaires en néerlandais.

## Publications

### Œuvre traduite en français
- Marieke Lucas Rijneveld (trad. Daniel Cunin), Qui sème le vent [« De avond is ongemak »], Paris, Buchet-Chastel, 2020 (ISBN 978-2-283-03336-4), p. 283.
- Marieke Lucas Rijneveld (trad. Daniel Cunin), Mon bel animal [« Mijn lieve gunsteling »], Paris, Buchet-Chastel, 2022  (ISBN 978-2-283-03576-4), p. 416.

### Œuvres en néerlandais
- Marieke Lucas Rijneveld, Kalfsvlies (poésie), Atlas Contact, 2015.
- Marieke Lucas Rijneveld, De avond is ongemak (roman), Atlas Contact, 2018.
- Marieke Lucas Rijneveld, Fantoommerrie (poésie), Atlas Contact, 2019.
- Marieke Lucas Rijneveld, Mijn Lieve gunsteling (roman), Atlas Contact, 2020.

## Distinctions
- Prix international Man-Booker 2020, pour Qui sème le vent